# Pseudobagrus kyphus
Pseudobagrus kyphus es una especie de peces de la familia Bagridae en el orden de los Siluriformes.

## Morfología
• Los machos pueden llegar alcanzar los 7,3 cm de longitud total.

## Distribución geográfica
Se encuentra en la China y en Vietnam.